# Paronella
Genre
Paronella est un genre de collemboles de la famille des Lepidocyrtidae.

## Liste des espèces
Selon Checklist of the Collembola of the World (version du 27 août 2019) :
- Paronella fusca Schött, 1893
- Paronella montana Delamare Deboutteville, 1950
- Paronella purpurea Barra, 1969

## Publication originale
- Schött, 1893 : Beiträge zur Kenntniss der Insektenfauna von Kamerun. 1. Collembola. Bihang till Kongl. Svenska vetenskaps-akademiens handlingar, vol. 19, no 4, p. 1-28 (texte intégral).